# Chekubul
Chekubul es una localidad del estado mexicano de Campeche. Es parte del municipio de Carmen.

## Demografía
| Gráfica de evolución demográfica |
|                                  |

| Censo | Población |
| ----- | --------- |
| 1980  | 798       |
| 1990  | 1277      |
| 2000  | 1551      |
| 2010  | 1811      |
| 2020  | 1776      |